# 田戸台
田戸台（たどだい）は、神奈川県横須賀市の町名。丁目は設定されていない。住居表示未実施区域。面積は0.170km2。

## 概要
横須賀市の本庁の管轄の東側に位置する。坂の多い丘で、住宅街が形成されている。東側は安浦町、北側は深田台、西側は上町、南側は佐野町、富士見町に接している。
住居表示は未実施であるが、地番整理を行ったために住所は整理されている。

## 地価
住宅地の地価は、2022年（令和4年）7月1日の公示地価によれば、田戸台14番4外の地点で15万9000円/m2となっている。

## 沿革
- 1913年（大正2年） - 現在の90番地に海軍横須賀鎮守府司令長官官舎（現在の海上自衛隊田戸台分庁舎）が建設される[6]。
- 1950年（昭和25年）8月1日 - 町界町名地番整理を実施[7]。深田町（現在の深田台）、佐野町、公郷町の一部を整理したことで田戸台が誕生[8]。
- 1977年（昭和52年）6月1日 - 救急医療センターが36番地1に開設[9]。
- 1980年（昭和55年）4月1日 - 救急医療センターが36番地1から三春町2丁目17番地に移転[9]。

## 世帯数と人口
2023年（令和5年）4月1日現在（横須賀市発表）の世帯数と人口は以下の通りである。
| 町丁   | 世帯数  | 人口    |
| ------ | ------- | ------- |
| 田戸台 | 680世帯 | 1,305人 |

### 人口の変遷
国勢調査による人口の推移。
| 年                 | 人口  |
| ------------------ | ----- |
| 1995年（平成7年）  | 1,675 |
| 2000年（平成12年） | 1,605 |
| 2005年（平成17年） | 1,421 |
| 2010年（平成22年） | 1,263 |
| 2015年（平成27年） | 1,226 |
| 2020年（令和2年）  | 1,187 |

### 世帯数の変遷
国勢調査による世帯数の推移。
| 年                 | 世帯数 |
| ------------------ | ------ |
| 1995年（平成7年）  | 659    |
| 2000年（平成12年） | 667    |
| 2005年（平成17年） | 630    |
| 2010年（平成22年） | 588    |
| 2015年（平成27年） | 598    |
| 2020年（令和2年）  | 581    |

## 事業所
2021年（令和3年）現在の経済センサス調査による事業所数と従業員数は以下の通りである。
| 町丁   | 事業所数 | 従業員数 |
| ------ | -------- | -------- |
| 田戸台 | 17事業所 | 91人     |

### 事業者数の変遷
経済センサスによる事業所数の推移。
| 年                 | 事業者数 |
| ------------------ | -------- |
| 2016年（平成28年） | 19       |
| 2021年（令和3年）  | 17       |

### 従業員数の変遷
経済センサスによる従業員数の推移。
| 年                 | 従業員数 |
| ------------------ | -------- |
| 2016年（平成28年） | 187      |
| 2021年（令和3年）  | 91       |

## 主な施設
- 海上自衛隊田戸台分庁舎
- 聖徳寺

## 交通

### 鉄道
町内に鉄道の乗り入れはない。最寄り駅は京急本線県立大学駅である。

### バス
町内にバスの乗り入れはない。付近には京浜急行バスが運行している。

### 道路
町内に国道および県道は存在しない。
付近には西側に三崎街道（県道26号）、東側に国道16号がある。

## 学区
市立小・中学校に通う場合、学区は以下の通りとなる（2022年3月時点）。
| 番・番地等                       | 小学校               | 中学校                 |
| -------------------------------- | -------------------- | ---------------------- |
| 78〜80番地 84〜88番地 91〜92番地 | 横須賀市立田戸小学校 | 横須賀市立常葉中学校   |
| 上記以外                         | 横須賀市立豊島小学校 | 横須賀市立不入斗中学校 |

## その他

### 日本郵便
- 郵便番号 : 238-0015[2]（集配局 : 横須賀郵便局[19]）。